# 포드 익스페디션
포드 익스페디션(Ford Expedition)은 미국의 자동차 제조 회사인 포드가 생산, 판매하는 풀 사이즈급 7/8인승 SUV이다.
포드의 스테디셀러 풀 사이즈급 픽업트럭인 F-150의 플랫폼으로 만든 SUV이며, 1997년에 첫 출시했다. 가솔린 엔진은 3세대 중반까지 V8 4.6/5.4리터 엔진을 이용했고, 3세대 후기형부터 V6 3.5리터 에코부스트 가솔린 트윈터보 엔진을 이용한다.
대한민국에는 2021년 3월 22일에 4세대 모델을 통해 처음 들어왔으며, 7인승과 8인승이 나온다. 4세대는 405마력 V6 3.5리터 에코부스트 가솔린 트윈터보 엔진과 10단 자동변속기를 장착하고, 대한민국 복합연비는 7.4km/L다.
같은 플랫폼을 쓰는 SUV로는 링컨 내비게이터가 있다.
사이즈가 더 큰 모델로는 F-250 기반의 포드 익스커션이 있었으나, 익스커션이 2005년에 단종된 후에는 포드 브랜드에서 사이즈가 가장 큰 SUV이다.

## 경쟁 차종
- 쉐보레 - 타호(숏보디), 서버번(롱보디)
- 지프 - 왜고니어
- 토요타 - 랜드크루저
- 닛산 - 패트롤